# 第17回フィルムフェア賞 南インド映画部門
第17回フィルムフェア賞 南インド映画部門（17th Filmfare Awards South）は、インドの映画賞。『フィルムフェア』が主催し、1969年の南インド映画（タミル語映画、テルグ語映画、マラヤーラム語映画、カンナダ語映画）を対象としており、1970年に開催された。また、この年からカンナダ語映画が受賞対象に加わった。

## 審査員
- P・R・ゴークラクリシュナン（審査員長）
- スンダルラール・ナータ
- S・ケーシャヴル
- P・カーラ・バシュヤーム
- P・リーラー
- A・ヴァーラダッパ・チェッティ
- サウンダラーム・カイラサム
- S・V・ヴェーヌゴーパーラン
- M・シヴァラーマン

## 受賞結果

### 作品賞
| タミル語映画部門作品賞   | テルグ語映画部門作品賞       |
| ------------------------ | ---------------------------- |
| - 『Adimai Penn』        | - 『Bangaru Panjaram』       |
| カンナダ語映画部門作品賞 | マラヤーラム語映画部門作品賞 |
| - 『Namma Makkalu』      | - 『Adimakal』               |

### 特別賞
| 特別賞                                |
| ------------------------------------- |
| - J・ジャヤラリター - 『Adimai Penn』 |

## プレゼンター
- インドラ・クマール・グジュラール - M・G・ラーマチャンドラン（英語版）にタミル語映画部門作品賞を授与。
- アチャラ・サチデーヴ（英語版） - ハリーニー（英語版）にカンナダ語映画部門作品賞を授与。
- ラーキー・グルザール - M・O・ジョゼフ（英語版）にマラヤーラム語映画部門作品賞を授与。